# صمد در راه اژدها
صمد در راه اژدها نام یکی از فیلم‌های ایرانی، ساخته پرویز صیاد است.

## بازیگران
- پرویز صیاد
- فرخ‌لقا هوشمند
- عبدالعلی همایون
- علی زاهدی
- قدرت‌الله انتظامی
- اسماعیل شیرازی
- مستانه جزایری
- خیرالله تفرشی آزاد
- علی اکبر مهدوی فر
- رضا هوشمند
- جهانگیر صمیمی‌فرد
- میر محمد ایروانلو
- بهمن زرین‌پور
- محمد ورشوچی
- محمد گودرزی